# یاژوه
یاژوه (به لاتین: Jarzyły) یک روستا در لهستان است که در گمینا سپنگوو واقع شده‌است.